# Ptilodactyla hyperglotta
Ptilodactyla hyperglotta är en skalbaggsart som beskrevs av Johnson och Freytag 1982. Ptilodactyla hyperglotta ingår i släktet Ptilodactyla och familjen Ptilodactylidae. Inga underarter finns listade i Catalogue of Life.